# Dumek Turbay
Dumek Turbay Paz (El Carmen de Bolívar, 10 de febrero de 1971) es un abogado y político colombiano de ascendencia libanesa. Actualmente es el Alcalde Mayor de Cartagena de Indias 2024-2027.

## Biografía
Sus primeros acercamientos con la vida pública fueron en El Carmen de Bolívar. Realizó sus estudios universitarios de Derecho en la Universidad de Cartagena. Propuso por primera vez su nombre para un cargo popular y fue elegido Concejal del El Carmen de Bolívar; Nuevamente en Cartagena se desarrolló tanto en el sector público como en el privado. Ha estado vinculado al sector oficial desde la Alcaldía de Cartagena de Indias, pasando por ser director del Instituto de Deportes de Bolívar (Iderbol) hasta ser Gobernador del Departamento de Bolívar (2016 - 2020).
Estudios
Abogado de la Universidad de Cartagena Especialista en Derecho Público de la Universidad Externado de Colombia – Bogotá y Especialista en Estudios Políticos y Económicos de la Universidad del Norte- Barranquilla.
Cargos especializado
- Inspector de Policía – Cartagena de Indias.
- Concejal Municipal – El Carmen de Bolívar.
- Director de la Red de Solidaridad Social Regional Bolívar.
- Director de Responsabilidad Fiscal Contraloría Distrital de Cartagena de Indias.
- Secretario de Gobierno Alcaldía de Cartagena.
- Secretario del Interior y Convivencia Alcaldía de Cartagena.
- Creador y Director de Distriseguridad – Alcaldía de Cartagena.
- Gestor y Mánager General del Real Cartagena. Campeón de la B y subcampeón de la A.
- Director del instituto de deportes de Bolívar Iderbol – Gobernación de Bolívar.
- Gobernador de Bolívar
- Alcalde Mayor de Cartagena de Indias.